# دیرین‌الهام
دیرین‌الهام یا باستان‌الهام (به انگلیسی: Paleo-inspiration) یک تغییر پارادایم است که دانشمندان و طراحان را به الهام گرفتن از مواد باستانی (از هنر، باستان‌شناسی، تاریخ طبیعی یا محیط‌های دیرینه) برای توسعه سیستم‌ها یا فرآیندهای جدید، به‌ویژه با دیدگاه پایداری سوق می‌دهد.
دیرین‌الهام در گذشته به کاربردهای متعددی در زمینه‌های متنوعی مانند شیمی سبز، توسعه مواد هنرمند جدید، مواد کامپوزیت، میکروالکترونیک و مصالح ساختمانی کمک کرده است.